# رصدخانه آتشفشان یلوستون
رصدخانه آتشفشان یلوستون (به انگلیسی: Yellowstone Volcano Observatory) یک منطقهٔ مسکونی در ایالات متحده آمریکا است که در وایومینگ واقع شده‌است.